# Hypercalliinae
Hypercalliinae es una subfamilia de polillas pequeñas de la familia Depressariidae.

## Taxonomía y sistemática
- Hypercallia Stephens, 1829
- Anchinia Hübner, [1825]
- Coptotelia Zeller, 1863
- Gonionota Zeller, 1877